# 시노에주

시노에주

시노에주(영어: Sinoe County)는 라이베리아 중동부에 위치한 주로 주도는 그린빌이며 면적은 10,137km2, 인구는 104,932명(2008년 인구 조사 기준), 인구 밀도는 10.4명/km2이다. 남동쪽으로는 그랜드크루주, 동쪽으로는 리버지주, 북쪽으로는 그랜드게데주와 님바주, 서쪽으로는 리버세스주와 접하며 남쪽으로는 대서양과 접한다. 17개 구를 관할한다.